# Marko Marković
Marko Marković (cyr. Марко Марковић, ur. 29 lutego 1988) – serbski muzyk, grający na trąbce i skrzydłówce. 
Jest synem Bobana Markovicia, lidera orkiestry dętej Boban Marković Orkestar, wykonującej muzyką określaną jako Balkan Brass. Z grupą wystąpił po raz pierwszy jako 14-latek w 2002 roku. W latach 2006–2015 był jednym z liderów zespołu, który koncertował pod nazwą Boban i Marko Marković Orkestar. Po jego odejściu, grupa powróciła do dawnej nazwy Boban Marković Orkestar
W 2006 roku wystąpił w roli Romea w filmie „Gucza! Pojedynek na trąbki”, musicalu swobodnie opartym na motywach „Romea i Julii”. Fabuła filmu umieszczona jest w realiach odbywającego się w mieście Guča festiwalu trębaczy, na którym Boban i Marko Markovićowie wielokrotnie występowali.

## Dyskografia

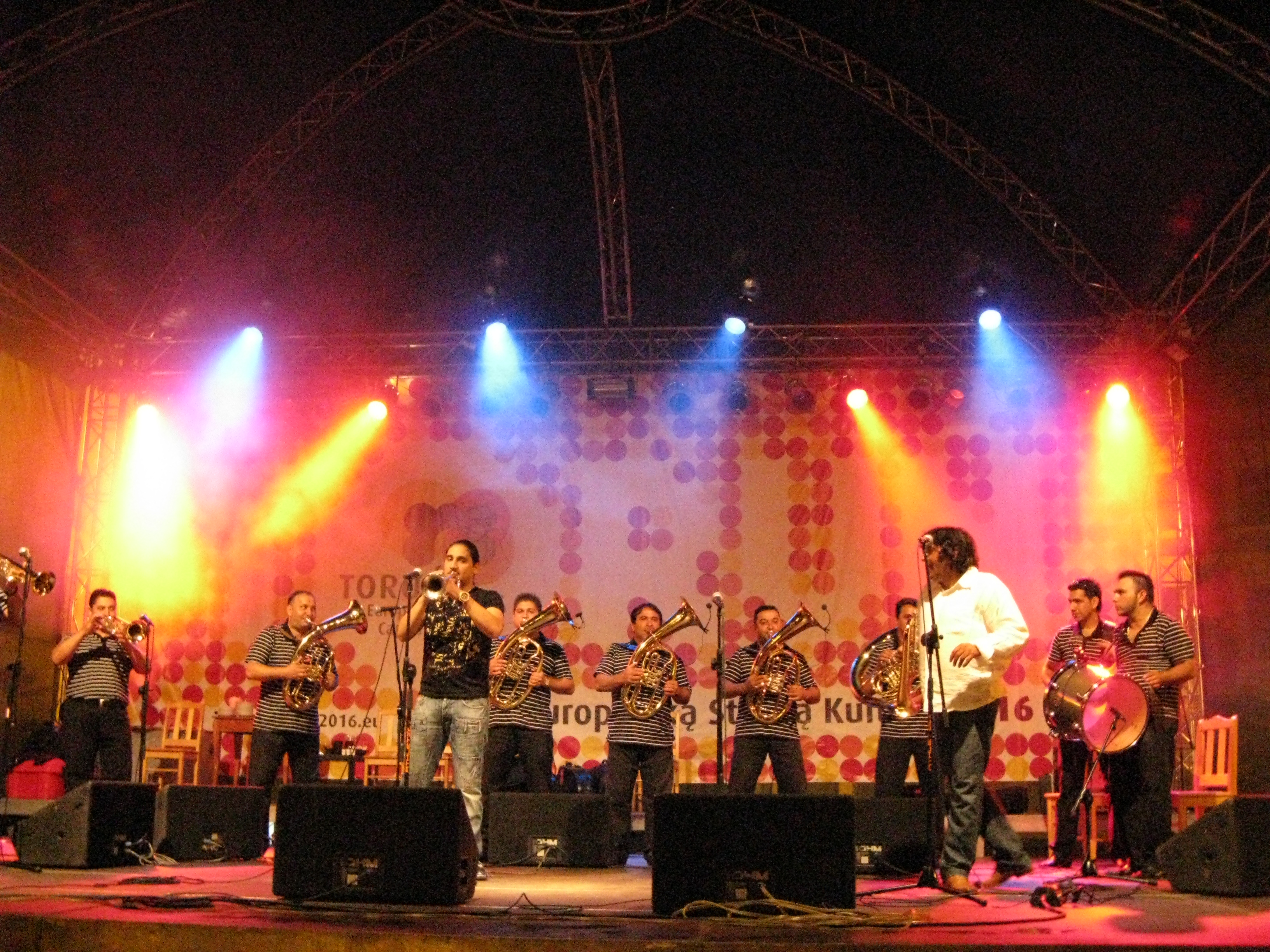
Koncert Boban i Marko Marković Orkestar w Toruniu

### Boban Marković Orkestar
- 2003: Boban I Marko
- 2006: The Promise

### Boban i Marko Marković Orkestar
- 2007: Go Marko Go! Brass Madness